# Hvidovre
Hvidovre je město v Dánsku na ostrově Sjælland. Po Frederiksbergu jde o druhé největší předměstí Kodaně a jedenácté největší dánské město. V roce 2023 zde žilo 53 414 obyvatel. Město je správním střediskem stejnojmenné komuny. Od centra Kodaně se nachází asi 8 km jihozápadně.
První zmínka o sídle pochází z roku 1170, kdy byla zmíněna farma Ovre. Oblast byla osídlená již od pravěku, což dokazuje například 3 500 let starý bronzový meč nalezený roku 1929. Ještě na začátku 20. století bylo Hvidovre pouze malou vesnicí, ve které žilo přibližně 500 obyvatel. Od roku 1901 však nastal prudký nárůst počtu obyvatel – v roce 1930 zde žilo 6 523 obyvatel, do roku 1940 se počet obyvatel zdvojnásobil. Poté se opět počet obyvatel do roku 1950 téměř zdvojnásobil, žilo zde již přes 23 tisíc lidí. Od roku 1960, kdy zde žilo 38 411 obyvatel, prudkost růstu obyvatel ustala, ale růst stále pokračoval. Nyní zde žije přes 53 tisíc obyvatel.
Ve městě se nachází kostel svatého Mikuláše. Je zde i mešita Nusrat Jahan, postavená v roce 1967, a sídlo Dánské společnosti islámské víry.